# Stay Another Day
"Stay Another Day" är en sång inspelad av det brittiska pojkbandet East 17. Den utgavs under sent 1994, och blev singeletta i Storbritannien, vilket skedde julen 1994. Singeln toppade även listorna i Sverige, Republiken Irland och Danmark. Sången användes i inledningsavsnittet av TV-serien Dirk Gently i BBC.
Den spelades också in av gruppen Girls Aloud, och utgavs på singel i december 2002.

## Listplaceringar
| Lista (1994-1995)   | Topplacering |
| ------------------- | ------------ |
| Australien          | 3            |
| Belgien (Flandern)  | 16           |
| Belgien (Vallonien) | 6            |
| Frankrike           | 6            |
| Nederländerna       | 6            |
| Norge               | 6            |
| Schweiz             | 2            |
| Storbritannien      | 1            |
| Sverige             | 1            |
| Tyskland            | 2            |
| Österrike           | 1            |

### Fotnoter
1. ↑  ”Stay Another Day”. Australian-Charts. 1994-1995. http://australian-charts.com/showitem.asp?interpret=East+17&titel=Stay+Another+Day&cat=s. Läst 5 juli 2014.
2. ↑  ”Stay Another Day”. ultratop. 1994-1995. http://www.ultratop.be/nl/song/b63/East-17-Stay-Another-Day. Läst 5 juli 2014.
3. ↑  ”Stay Another Day”. ultratop. 1994-1995. http://www.ultratop.be/fr/song/b63/East-17-Stay-Another-Day. Läst 5 juli 2014.
4. ↑  ”Stay Another Day”. Les Charts. 1994-1995. http://lescharts.com/showitem.asp?interpret=East+17&titel=Stay+Another+Day&cat=s. Läst 5 juli 2014.
5. ↑  ”Stay Another Day”. Dutchcharts. 1994-1995. http://dutchcharts.nl/showitem.asp?interpret=East+17&titel=Stay+Another+Day&cat=s. Läst 5 juli 2014.
6. ↑  ”Stay Another Day”. Les Charts. 1994-1995. http://norwegiancharts.com/showitem.asp?interpret=East+17&titel=Stay+Another+Day. Läst 5 juli 2014.
7. ↑  ”Stay Another Day”. Swedishcharts. 1994-1995. http://hitparade.ch/song/East-17/Stay-Another-Day-2915. Läst 5 juli 2014.
8. ↑  ”Stay Another Day”. Swedishcharts. 1994-1995. http://swedishcharts.com/showitem.asp?interpret=East+17&titel=Stay+Another+Day&cat=s. Läst 5 juli 2014.
9. ↑  ”Stay Another Day”. Officialcharts. 1994-1995. http://www.officialcharts.de/song.asp. Läst 5 juli 2014.
10. ↑  ”Stay Another Day”. Austriancharts. 1994-1995. http://austriancharts.at/showitem.asp?interpret=East+17&titel=Stay+Another+Day&c. Läst 5 juli 2014.